# The Genera and Species of Orchidaceous Plants
The Genera and Species of Orchidaceous Plants (abreviado Gen. Sp. Orchid. Pl.) es una revista ilustrada con descripciones botánicas que fue editada por el paleontólogo, naturalista y botánico británico John Lindley. Se publicó en Londres en 23 partes en los años 1830-1840.

## Publicación
- Sig. 1: 1-40. Apr 1830; Sig. 2: 41-80. May 1830; Sig. 3: 81-94. Jun 1830; Sig. 4: 95-118. Jul 1831; Sig. 5: 119-133. Aug 1831; Sig. 6: 134-158. Dec 1832; Sig. 7: 159-190. Jan 1833; Sig. 8: 191-206. Mar 1833; Sig. 9: 207-214. Apr 1833; Sig. 10: 215-256. May 1833; Sig. 11: 257-264. Aug 1835; Sig. 12: 265-296. Sep 1835; Sig. 13: 297-334. Oct 1835; Sig. 14: 335-350. Nov 1838; Sig. 15: 351-366. Dec 1838; Sig. 16: 367-380. Jan 1839; Sig. 17: 381-388. Jan 1840; Sig. 18: 389-412. Feb 1840; Sig. 19: 413-428. Mar 1840; Sig. 20: 429-440. Apr 1840; Sig. 21: 441-528. Sep 1840; Sig. 22: 529-553. Oct 1840; Sig. 23: i-xvii. Oct 1840.